# فرشته‌ماهی گوش‌زرد
فرشته‌ماهی گوش‌زرد (نام علمی: Apolemichthys xanthotis) نام یک گونه از سرده فرشته‌ماهیان دودی است.